# Nancy Farriss
Nancy Marguerite Farriss (23 de mayo de 1938) es una historiadora y americanista estadounidense y profesora emérita de la Universidad de Pensilvania.

## Trayectoria
Farriss nació en 1938. En 1959, se graduó en el Barnard College. Se especializó en la historia colonial de México y completó su doctorado en el University College de Londres en 1965. A esto le siguieron breves actividades en la Universidad de las Indias Occidentales, Jamaica y el College of William and Mary en Williamsburg en el estado de Virginia. 
En 1960, investigó sobre el Virreinato de Nueva España durante el reinado de Carlos III en el Archivo General de Indias de Sevilla. En 1971, fue nombrada Profesora Asociada de Historia en la Universidad de Pensilvania y continuó allí durante el resto de su carrera, convirtiéndose en Profesora Annenberg de Historia en 1990, y donde fue nombrada profesora emérita. 
Su archivo personal se trasladó al Archivo de la Universidad de Pensilvania.

## Reconocimientos
En 1983, consiguió una Beca Guggenheim. Un par de años después, en 1985, recibió un Premio Albert J. Beveridge por su obra Maya society under colonial rule: The collective enterprise of survival. En 1986, recibió una Beca MacArthur.
En 2020, Farriss fue incluida dentro del proyecto “Mujeres Investigadoras en los Archivos Estatales (1900-1970)” para la descripción archivística y creación de un micrositio específico en el Portal de Archivos Españoles (PARES), desarrollado entre 2020-2023. Este proyecto ha sido impulsado por la Subdirección General de Archivos Estatales, con el objetivo visibilizar la labor de investigación realizada en España por las mujeres en el intervalo 1900-1970 partiendo de los registros documentales que se conservan en los Archivos de Gestión de los AAEE del Ministerio de Cultura (el Archivo Histórico Nacional, el Archivo de la Corona de Aragón, el Archivo General de Simancas, el Archivo General de Indias, el Archivo de la Real Chancillería de Valladolid, el Archivo General de la Administración y el Centro de Información Documental de Archivos).

## Obra
- 1965 – Ecclesiastical immunity in new Spain 1760–1815.
- 1968 – Crown and clergy in colonial Mexico, 1759–1821: the crisis of ecclesiastical privilege, Athlone Press. [5]
- 1984 – Maya society under colonial rule: the collective enterprise of survival. Princeton University Press. ISBN 978-0-691-10158-3. [6]